# Уть (станция)
Уть (бел. Уць) — промежуточная железнодорожная станция 5-го класса Гомельского отделения Белорусской железной дороги на линии Чернигов—Новобелицкая, расположенная между посёлком Цагельня и деревней Климовка. Название станции из-за реки Уть, протекающей южнее станции.

## История
Станция была открыта в 1930 году в составе новой ж/д линии Чернигов—Новобелицкая. На станции осуществляется (П) приём и выдача багажа и продажа билетов на поезда местного и дальнего следования. На топографической карте n-36-135 по состоянию местности на 1986 год обозначена. 

## Общие сведения
Станция представлена одной боковой и одной островной платформами. Имеет 3 пути. Есть здание вокзала.

## Пассажирское сообщение
Ежедневно станция принимает бывшие пригородные поезда — поезда региональных линий эконом-класса и городских линий сообщения Кравцовка—Гомель. 